# Vitis (localidad)
Vitis es una localidad peruana, capital del distrito homónimo, perteneciente a la provincia de Yauyos del departamento de Lima, en Perú. 

## Demografía
En el 2017 tenía una población de 299 habitantes, según el INEI.
| Gráfica de evolución demográfica de Vitis entre 1993 y 2017 |
|                                                             |
| Fuentes: Población 1993 y 2017                              |